# Белякова, Лидия Ивановна
Лидия Ивановна Белякова (18 января 1929, Зеленодольск, Татарская АССР) — советский и российский логопед, врач, педагог, доктор медицинских наук (1982), профессор кафедры логопедии дефектологического факультета Московского педагогического государственного университета(1987). Почётный профессор МПГУ, награждена медалями «Ветеран труда», "В память 850-летия Москвы.

## Биография
Родилась Лидия Ивановна в городе Зеленодольске 18 января 1929 года. В 1952 году окончила Первый Московский медицинский институт им. И. М. Сеченова по специальности «лечебное дело». После окончания института в 1952—1955 годах работала в Институте авиационной медицины, в отделе психологии. В 1956—1960 годах — учёба в аспирантуре Института высшей нервной деятельности АН СССР, в 1962 году защитила кандидатскую диссертацию на тему «Сравнительное исследование действия люминала и гексамидина на высшую нервную деятельность детей, больных эпилепсией». Лидия Ивановна трудилась в Лаборатории высшей нервной деятельности детей и подростков АМН СССР, работала врачом-психиатром в Алжире в городе Оран.
С 1981 года Лидия Ивановна работает в Московском педагогическом государственном университете: в течение 25 лет — заведующий кафедрой логопедии, с 2005 года — профессор кафедры логопедии.
В 1982 году — доктор медицинских наук, тема докторской диссертации «Клинико-физиологический анализ центральных механизмов заикания», с 1987 года — профессор.
Лидия Ивановна Белякова была участником научных и научно-практических конференций в университетах России и за рубежом: Греция, Германия, Дания, Франция, в 1970—1978 годах — сотрудничала с Берлинским Университетом имени Гумбольдта, где читала лекции и участвовала в осуществлении научных проектов, а также в 1998 году, в Греции прочитала лекции по коррекции заикания, эти лекции были опубликованы на греческом языке.
Является автором более 250 научных работ, среди которых больше 20 монографий (2 на немецком языке), учебников и учебных пособий, научные труды Лидии Ивановны используют в вузах России, а также за рубежом. .
Лидия Ивановна подготовила 26 кандидатов наук и одного доктора наук, была руководителем научных исследованиях аспирантов из-за рубежа: Польша, Болгария, Греция, Кипр, Куба. .
Лидия Ивановна Белякова является основателем и руководителем научной школы кафедры логопедии «Центральные механизмы речевого онтогенеза и его нарушений», с 2007 года — председатель диссертационного совета при МПГУ, действительный член Международного научного общества по нарушениям плавности речи.
Белякова Лидия Ивановна — лауреат конкурсов научных работ МПГУ, награждена медалями «Ветеран труда», "В память 850-летия Москвы, почётным знаком «За вклад в дефектологию» (2015), грамотами Министерства просвещения СССР, благодарностью Министерства образования Республики Марий Эл (2007), почётными грамотами Учёного совета МПГУ, почётный профессор МПГУ (2017).

## Заслуги
- Медаль «Ветеран труда»,
- Медаль «В Память 850-летия Москвы»,
- Благодарность Президента Российской Федерации (25 марта 2025 года) — за заслуги в подготовке высококвалифицированных специалистов, научно-педагогической деятельности и многолетнюю добросовестную работу[4],
- Почётный знак «За вклад в дефектологию»,
- Грамоты Министерства просвещения СССР,
- Почётный профессор МПГУ,
- I место среди иностранных учебников по проблеме заикания за учебник «Логопедия. Заикание» (1998)[2],
- Лауреат I степени в конкурсе на лучшую научную работу гуманитарного цикла за учебное пособие для студентов педагогических вузов «Логопедия. Заикание. Хрестоматия» (2002)[2],
- Лауреат I степени в конкурсе на лучшую научную работу в области социально-экономических и общественных наук за монографию «Теоретические проблемы нарушений плавности речи» (2012)[2],
- Лауреат конкурсов научных работ МПГУ.